# Gran icosidodecàedre
En geometria, el gran icosidodecàedre és un políedre uniforme no convex indexat com a U54. Té un símbol de Schläfli sr{5/3,3}. És la rectificació del gran dodecàedre estelat i el gran icosàedre. Fou descobert de manera independent per Hess (1878), Badoureau (1881) i Pitsch (1882).